# Jan Rembeza
Jan Rembeza (ur. 19 czerwca 1908 w Czerniowce, zm. 26 sierpnia 1944 na wyspie Rembezy) – oficer narodowości ukraińskiej, uczestnik II wojny światowej w szeregach Armii Czerwonej i Wojska Polskiego. Kawaler orderu Virtuti Militari.
Był synem ukraińskiego chłopa. Edukację zakończył w 1935 roku, jako absolwent  Wyższego Instytutu Chemicznego w Połtawie. W 1942 roku będąc oficerem rezerwy został zmobilizowany i wcielony w szeregi Armii Czerwonej. Po odbyciu wyższego kursu doskonalenia oficerów został skierowany na front radziecko-niemiecki. Służbę na froncie zakończył w marcu 1943 roku z powodu odniesionych ran. Po wyleczeniu został przydzielony do armii polskiej utworzonej w ZSRR. Służbę rozpoczął w lutym 1944 roku jako dowódca 3 batalionu 2 Pułku Piechoty ludowego Wojska Polskiego.
W lipcu 1944 roku został awansowany do stopnia majora. W tym czasie uczestniczył w walkach o uchwycenie przyczółków na Wiśle. Dowodził atakiem podjętym w celu zdobycia wyspy na Wiśle. Poległ 26 sierpnia 1944 roku. Razem z nim poległo wielu oficerów, m.in.: popr. Mieczysław Janiszewski, ppor. Stanisław Jolles i por. Stanisław Jagnietowicz. Pochowany został na cmentarzu we wsi Całowanie. W okresie Polski Ludowej jego ciało zostało ekshumowane i przeniesione na cmentarz wojskowy w Garwolinie.

## Ordery i odznaczenia
- Virtuti Militari V klasy (pośmiertnie)[4]

## Upamiętnienie
Wyspa na której zginął mjr Jan Rembeza, dziś nosi nazwę Wyspa Rembezy.